# Get Shorty (Fernsehserie)

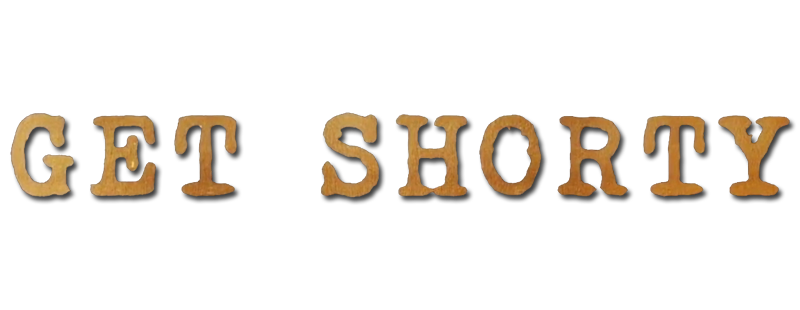
Logo der Serie

Get Shorty ist eine US-amerikanische Fernsehserie, die am 13. August 2017 ihre Premiere beim Sender Epix feierte. Sie ist eine Adaption des im Original gleichnamigen Buches Get Shorty, im deutschen Schnappt Shorty, von Elmore Leonard sowie dessen Verfilmung aus dem Jahr 1995. Die Serie wurde um eine zweite Staffel verlängert, die erneut wie die erste, zehn Folgen umfasst. Ihre Ausstrahlung erfolgte in den USA ab 12. August 2018. Mittlerweile ist die dritte Staffel abgedreht, die sieben Folgen umfasst und ab Oktober 2019 ausgestrahlt wurde.
Die deutschsprachige Fassung der ersten Staffel wurde ab 1. Februar 2018 bei EntertainTV Serien erstveröffentlicht. Alle drei Staffeln sind mittlerweile auf MagentaTV, dem Streamingdienst der Deutschen Telekom, abrufbar.

## Inhalt
Die Serie handelt von Miles Daly, der für eine kriminelle Vereinigung in Nevada arbeitet. Um seiner Tochter Emma willen versucht er, den Beruf zu wechseln und Filmproduzent zu werden und so Geld durch einen Hollywoodfilm zu waschen. Aber anstatt die kriminelle Welt hinter sich zu lassen, bringt er diese eher zufällig mit nach Los Angeles. Daly arbeitet schließlich mit Rick zusammen, einem gescheiterten Produzenten von Filmen minderer Qualität, der sein Partner wird und durch das „Labyrinth von Hollywood“ navigiert.

## Episodenliste

### Staffel 1
| Nr. (ges.) | Nr. (St.) | Deutscher Titel             | Originaltitel         | Erstveröffentlichung USA | Deutschsprachige Erstveröffentlichung (D/A/CH) | Regie                    | Drehbuch                       |
| ---------- | --------- | --------------------------- | --------------------- | ------------------------ | ---------------------------------------------- | ------------------------ | ------------------------------ |
| 1          | 1         | Wohin mit dem Geld          | The Pitch             | 13. Aug. 2017            | 1. Feb. 2018                                   | Allen Coulter            | Davey Holmes                   |
| 2          | 2         | Die Sünden einer Kammerzofe | Sins of a Chambermaid | 13. Aug. 2017            | 1. Feb. 2018                                   | Colin Bucksey            | Davey Holmes                   |
| 3          | 3         | Eine gewisse Chemie         | The Yips              | 20. Aug. 2017            | 1. Feb. 2018                                   | Adam Arkin               | Dan Nowak                      |
| 4          | 4         | Alles Liebe, John Stamos    | From Stamos with Love | 27. Aug. 2017            | 8. Feb. 2018                                   | Daisy von Scherler Mayer | John Stuart Newman             |
| 5          | 5         | Ein Mann der Worte          | A Man of Letters      | 3. Sep. 2017             | 15. Feb. 2018                                  | Ed Bianchi               | Davey Holmes & Laura Jacqmin   |
| 6          | 6         | Amara goes to Hollywood     | Epinephrine           | 10. Sep. 2017            | 22. Feb. 2018                                  | Ed Bianchi               | Jennifer Hoppe & Nancy Fichman |
| 7          | 7         | Tote Liebhaber              | Grace Under Pressure  | 17. Sep. 2017            | 1. März 2018                                   | Dan Attias               | Davey Holmes & John Newman     |
| 8          | 8         | Ausgerechnet Nevada         | Shot on Location      | 24. Sep. 2017            | 8. März 2018                                   | Dan Attias               | Laura Jacqmin                  |
| 9          | 9         | Vier Millionen              | Turnaround            | 1. Okt. 2017             | 15. März 2018                                  | Adam Arkin               | Davey Holmes                   |
| 10         | 10        | Die Kunst der Überredung    | Blue Pages            | 8. Okt. 2017             | 22. März 2018                                  | Adam Arkin               | Davey Holmes                   |

### Staffel 2
| Nr. (ges.) | Nr. (St.) | Deutscher Titel         | Originaltitel                                   | Erstveröffentlichung USA | Deutschsprachige Erstveröffentlichung (D/A/CH) | Regie                    | Drehbuch                       |
| ---------- | --------- | ----------------------- | ----------------------------------------------- | ------------------------ | ---------------------------------------------- | ------------------------ | ------------------------------ |
| 11         | 1         | Man nennt es Einweichen | And What Have We Learned?                       | 12. Aug. 2018            | 6. Dez. 2018                                   | Adam Arkin               | Davey Holmes                   |
| 12         | 2         | Ein Weihnachtswunder    | Pest Control                                    | 12. Aug. 2018            | 13. Dez. 2018                                  | Adam Arkin               | Etan Frankel                   |
| 13         | 3         | Keine Ringe?            | Selenite                                        | 19. Aug. 2018            | 20. Dez. 2018                                  | Daisy von Scherler Mayer | Laura Jacqmin                  |
| 14         | 4         | Fünfundsechsig Düsen    | We’ll Let You Know                              | 26. Aug. 2018            | 27. Dez. 2018                                  | Daisy von Scherler Mayer | Hiram Martinez                 |
| 15         | 5         | Rick mit der Tüte       | Fifteen to Thirty Minutes (Depending on Weight) | 2. Sep. 2018             | 3. Jan. 2019                                   | Adam Arkin               | Davey Holmes & Alex Carmedelle |
| 16         | 6         | Doppelte Zinsen         | Unlimited (Limited)                             | 9. Sep. 2018             | 10. Jan. 2019                                  | Adam Arkin               | Laura Jacqmin                  |
| 17         | 7         | Banana Girl             | Banana Split                                    | 16. Sep. 2018            | 17. Jan. 2019                                  | So Yong Kim              | Hiram Martinez                 |
| 18         | 8         | Ein Störfaktor          | Curtains                                        | 23. Sep. 2018            | 24. Jan. 2019                                  | So Yong Kim              | Etan Frankel                   |
| 19         | 9         | Ab durch die Hecke      | Safe Space                                      | 30. Sep. 2018            | 31. Jan. 2019                                  | Adam Arkin               | Laura Jacmin & Alex Carmedelle |
| 20         | 10        | Gurkenwasser            | Pickle                                          | 7. Okt. 2018             | 7. Feb. 2019                                   | Adam Arkin               | Davey Holmes                   |

### Staffel 3
| Nr. (ges.) | Nr. (St.) | Deutscher Titel         | Originaltitel                      | Erstveröffentlichung USA | Deutschsprachige Erstveröffentlichung (D/A/CH) | Regie                | Drehbuch                       |
| ---------- | --------- | ----------------------- | ---------------------------------- | ------------------------ | ---------------------------------------------- | -------------------- | ------------------------------ |
| 21         | 1         | 25 Monate und 9 Tage    | What To Do When You Land?          | 6. Okt. 2019             | 2. Jan. 2020                                   | Adam Arkin           | Davey Holmes                   |
| 22         | 2         | Danke für den Whiskey!  | Dark Roast, Oat Milk, Two Splendas | 13. Okt. 2019            | 2. Jan. 2020                                   | Adam Arkin           | Laura Jacqmin                  |
| 23         | 3         | Saubere Sache           | Strong Move                        | 20. Okt. 2019            | 2. Jan. 2020                                   | Eric Galileo Tignini | Hiram Martinez                 |
| 24         | 4         | Überall Grün            | What Else Did God Say?             | 27. Okt. 2019            | 2. Jan. 2020                                   | Davey Holmes         | Alex Carmedelle                |
| 25         | 5         | Zuckerbrot und Peitsche | The Stick                          | 3. Nov. 2019             | 2. Jan. 2020                                   | Davey Holmes         | Davey Holmes                   |
| 26         | 6         | Einfach nicht atmen!    | Tomorrow They Light Me On Fire     | 10. Nov. 2019            | 2. Jan. 2020                                   | Adam Arkin           | Laura Jacqmin & Hiram Martinez |
| 27         | 7         | Im Glashaus             | Should Not Throw Stones            | 17. Nov. 2019            | 2. Jan. 2020                                   | Adam Arkin           | Davey Holmes & Alex Carmedelle |

## Besetzung
Die deutschsprachige Synchronisation entsteht bei der Arena Synchron nach Dialogbüchern und unter der Dialogregie von Ralph Beckmann.
| Rolle            | Schauspieler    | Synchronsprecher  |
| ---------------- | --------------- | ----------------- |
| Miles Daly       | Chris O’Dowd    | Tommy Morgenstern |
| Rick Moreweather | Ray Romano      | Florian Halm      |
| Louis            | Sean Bridgers   | Olaf Reichmann    |
| Emma Daly        | Carolyn Dodd    |                   |
| Amara            | Lidia Porto     | Iris Artajo       |
| Yago             | Goya Robles     | Jannik Endemann   |
| April Quinn      | Megan Stevenson |                   |
| Katie Daly       | Lucy Walters    | Mareile Moeller   |